# Trenchtown
Trenchtown, también escrito Trench Town, es un barrio localizado en Kingston, la capital y ciudad más poblada de Jamaica. Es un error común creer que su nombre deriva de un enorme pozo ciego que cruza el barrio, pero esto no es así. Los habitantes viven entre suciedad y la mortalidad infantil es muy alta.
Bob  Marley escribió una canción con su nombre en el disco "Confrontation", y su más famosa canción, "No woman, no cry" le hace referencia.
El grupo Brasileño, Os Paralamas do Sucesso, también tiene una canción donde hace referencia a esta ciudad, llamada: "Alagados" (Inundados, en español).
Otro grupo de ska que hace referencia es Skatalà, en su canción Rastablanc del álbum Borinot-Borinot.
- Datos: Q1753236
- Multimedia: Trench Town / Q1753236